# Leghe di cobalto

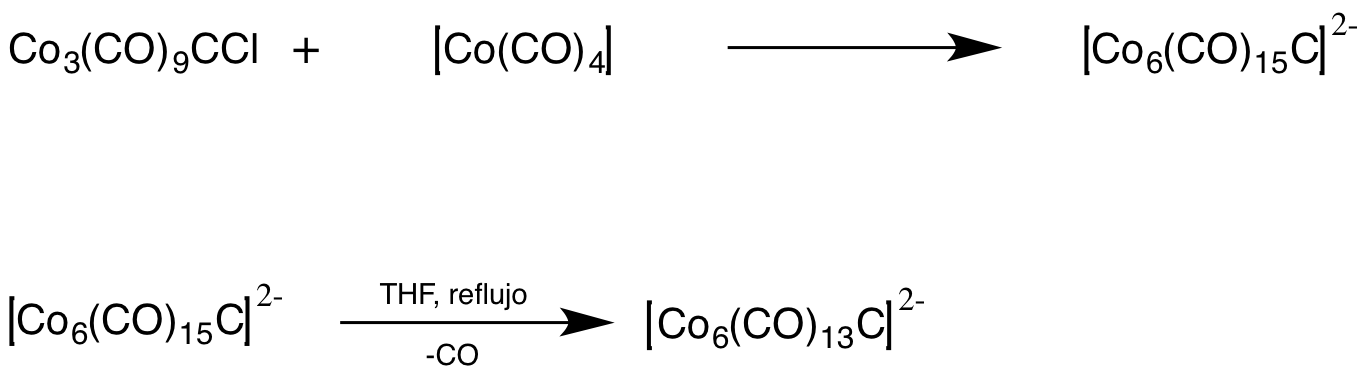
cobalto

Le leghe di cobalto si distinguono tra loro in base alla proprietà ed alla composizione chimica, ma hanno una caratteristica comune: l'elevata resistenza meccanica anche a temperature elevate. Tali proprietà derivano dalla natura cristallografica del cobalto, quindi dal cromo, dal Tungsteno e dal Molibdeno presenti in soluzione solida nella matrice di cobalto.

## Leghe di cobalto resistenti a temperature elevate
- La lega Haynes 25 resiste all'ossidazione fino a 980 °C, è resistente inoltre alla solfurazione, all'usura ed all'abrasione, e tra le sue prime qualità spicca l'elevatissima resistenza meccanica. Viene utilizzata soprattutto in parti di turbine a gas.
- La lega Haynes 88, rispetto alla precedente, ha una maggiore resistenza all'ossidazione ed una migliore stabilità termica; inoltre è resistente alla solfurazione. Viene impiegata nelle camere di combustione dei motori a turbina a gas ed in generale nel campo dell'aeronautica.

## Leghe di cobalto resistenti all'usura
Esse sono anche denominate "stelliti": si tratta di leghe cobalto-cromo contenenti anche tungsteno ed una piccola quantità di carbonio. Esse sono non-magnetiche, non sono soggette a corrosione e resistono bene ad alte temperature. A causa della loro durezza, non sono facilmente lavorabile e proprio per questo il loro prezzo è elevato.
Vengono utilizzate nella produzione di giunti per protesi d'anca, protesi dentali, componenti rotanti per torni, valvole per motori.

## Leghe di cobalto resistenti alla corrosione
L'elemento che concede tale caratteristica alle leghe è il cromo, mentre, per evitare la formazione di carburi, il tenore di carbonio dev'essere prossimo allo zero.
Tra queste leghe c'è la Lega Vitallium, impiegata nella realizzazione di protesi odontoiatriche o altri tipi di protesi, proprio grazie a questa sua elevata resistenza alla corrosione.